# Jackowo Włościańskie
Jackowo Włościańskie (prononciation : [jat͡sˈkɔvɔ vwɔɕˈt͡ɕaɲskʲɛ]) est un village polonais de la gmina de Nasielsk dans le powiat de Nowy Dwór Mazowiecki de la voïvodie de Mazovie dans le centre-est de la Pologne.

## Histoire
De 1975 à 1998, le village appartenait administrativement à la voïvodie de Ciechanów.